# Nathalie Djurberg
Nathalie Djurberg   (Lysekil, 1978) és una artista de videoart sueca establerta a Berlín.

## Trajectòria
Djurberg és coneguda per produir curtmetratges d'animació de plastilina gràficament violents i eròtics. Els seus personatges principals segons The New York Times «són dones joves implicades en diversos tipus de vilesa: des de l'engany, la tortura lleu i la bestilitat estranyament benigna fins a l'assassinat i el caos». Les seves obres, sovint amb caires humorístics, van acompanyades de música de Hans Berg.
Les animacions artístiques de Djurberg introdueixen el públic en un món d'animals miniaturitzats, desfigurats, mutilats i sovint grotescos en què els éssers humans es transformen en figures caricaturesques. Algunes de les seves obres destacades són: New Movements in Fashion (2006), The natural Selection (2006), Turn into Me (2008), I Found Myself Alone (2008) i Hungry, Hungry Hippoes (2007).
Djurberg va rebre el Lleó d'Argent a l'artista més prometedora a la Biennal de Venècia el 2009 per Experimentet. El 2011, el Walker Art Center de Minneapolis va organitzar The Parade: Nathalie Djurberg with Music by Hans Berg, que va viatjar al New Museum de Nova York (2012) i al Yerba Buena Center for the Arts de San Francisco (2012-2013).
El 2020, l'obra Crocodile, egg, man, creada juntament amb Berg, es va vendre per 16,3 milions de corones sueques, una xifra rècord per a una obra d'art sueca contemporània.

## Obra seleccionada
- Camels Drink Water (2007; 3:47 min.), Edition of 4, music by Hans Berg
- We are not two, we are one (2008; 5:33 min.), Edition of 4, music by Hans Berg
- Turn into me (2008; 7:10 min.), Edition of 4, music by Hans Berg